# نیکولای ماکسیموف
نیکولای ماکسیموف (روسی: Николай Михайлович Максимов؛ زادهٔ ۱۵ نوامبر ۱۹۷۲) ورزشکار واترپلو اهل روسیه-قزاقستان بود.
وی همچنین برندهٔ جوایزی همچون نشان دوستی شده‌است.
وی در مسابقات کشوری و بین‌المللی در مجموع برندهٔ ۱ مدال طلا، ۱ مدال نقره، ۴ مدال برنز شده‌است.